# Наука Плоского мира
«Наука плоского мира» (англ. The Science of Discworld) — книга, написанная создателем Плоского мира Терри Пратчеттом в соавторстве с популяризаторами науки Иэном Стюартом и Джеком Коэном.

## Сюжет
События книги развиваются в Незримом Университете. В результате аварии на факультете высокоэнергетической магии во дворе Университета зарождается новая вселенная, которая развивается в соответствии с современными научными представлениями о становлении нашей собственной Вселенной. Естественным образом, научно-популярная часть книги концентрируется на таких проблемах, как возникновение и ранние стадии жизни Вселенной, формирование и эволюция Солнечной системы, возникновение жизни и биологическая эволюция. Однако круг обсуждаемых проблем этим не исчерпывается.
Активными участниками событий оказываются волшебники, в том числе Ринсвинд; созданный мир они называют «Круглым миром»(англ. Roundworld). Верхушка Университета, во главе с аркканцлером Чудакулли по мере сил вмешивается в развитие новой вселенной, пытаясь направлять историю, но без особого успеха. В Плоском мире «вещи случаются, потому что они хотят случиться» и волшебники уверены, что без присущего Плоскому миру «нарративиума»(англ. narrativium), в круглом мире ничего интересного не возникнет. Этой линии отвечают метафизико-методологические размышления в соответствующих научных главах.

### Главные герои
- Аркканцлер Чудаккули
- Думинг Тупс
- Декан
- Главный философ
- Профессор современного руносложения
- Казначей
- Библиотекарь
- Ринсвинд
- Сундук

## Издание и критика
Книга выдержала несколько переизданий, в 2000 году была номинирована на Премию Хьюго. Отзывы читателей и критиков были в целом положительны, но некоторые рецензенты считают, что художественная часть произведения не дотягивает до уровня основных новелл серии. Было выпущено три сиквела, The Science of Discworld II: The Globe, The Science of Discworld III: Darwin’s Watch и The Science of Discworld IV: Judgement Day.